# Boko Haram
|  | Sharia tillämpas fullt ut, inklusive straffrätt |

|  | Sharia tillämpas endast för familjerätt och andra civilrättsliga tvister |

|  | Helt sekulärt rättssystem |

Delstater i Nigeria med Sharialagstiftning (2008) och där Boko Haram verkar (både violett och gult):

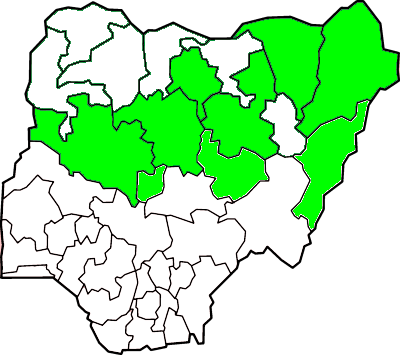
Nigerianska delstater där Boko Haram har iscensatt attacker 2010–2013.

Boko Haram är en nigeriansk islamistgrupp, bildad 2002 av Muhammed Yusuf, och är sedan 2009 en beväpnad jihadistisk grupp (ursprunglig arabisk egenbeteckning جماعة اهل السنة للدعوة والجهاد 'Sunna-samfundet för missionering och jihad'). Gruppen fokuserade ursprungligen på att bekämpa icke-islamsk utbildning, och ser Nigerias och polisens omfattande korruption som en effekt av västerländskt inflytande. Man vill numera skapa en islamisk stat och störta landets federala regering, och kräver att de muslimska sharialagarna i norra landet ska bli mer strikta och att sharia även införs i övriga Nigeria.
Gruppen har förövat attacker riktade mot poliser och andra tjänstemän som arbetar för regeringen, mot kyrkor, skolor och kristna bostadsområden, mot FN, men även mot muslimska ledare som kritiserat gruppen eller som hjälper regeringen. Man har dödat många skolpojkar och kidnappat skolflickor och unga mödrar i syfte att sälja dem som slavar, och för att de ska gifta sig istället för att gå i skolan. Man har utfört massakrer och lagt städer i ruiner, och kontrollerar ett växande territorium. Attackerna har främst utförts i norra Nigeria där majoritetsbefolkningen är muslimsk. Aktiviteter förekommer även i grannländerna Tchad, Niger och Kamerun. Vid slutet av 2014 hade 1,5 miljoner människor flytt konfliktzonen.
Bland lokalbefolkningen förefaller Boko Haram sakna brett stöd. Dock vill en majoritet av den muslimska befolkningen ha sharialagar i syfte att bekämpa landets korruption. När gruppen bildades 2002 kallades de inte för Boko Haram, utan istället Nigerias talibaner, och gruppen kritiseras skarpt av flera muslimska ledare. Den Ghanafödde journalisten Cameron Duodo har hävdat att lösningen på de problem som givit upphov till Boko Haram "kan sammanfattas i ett fåtal ord – eliminera fattigdomen genom att slå ner på korruptionen".
Boko Haram betecknas som en terroristorganisation av USA, Nya Zeeland, Australien, Storbritannien, Kanada och FN:s säkerhetsråd och har beskrivit den som anknuten till Al-Qaida. Liksom andra jihadistiska rörelser (Islamiska staten och Al-Qaida) har rörelsens grundare i huvudsak skolats i eller inspirerats av den salafistiska wahabismens tolkning av Islam och dess antivästliga politiska argument, som exporterades från Saudiarabien till nätverk i bland annat Nigeria under 1970- och 80-talets oljeboom. Boko Haram svor trohet till IS (Islamiska staten) den 8 mars 2015.

## Etymologi
Beteckningen Boko Haram är hausa och tolkas vanligen som ”västerländsk skolning är förbjuden (synd)”. Uttrycket har använts som kritik av sekulära och kristna skolor alltsedan kolonisationstiden. Ordet haram är ett lån från arabiskan och betyder ”förbjuden”, ”synd”. Ordet boko är däremot ett genuint hausaord som egentligen betyder ”bedrägeri”, ”lömskhet”, ”någonting oäkta”. Det fick de ytterligare betydelserna ”västerländsk (sekulär) skolning” samt ”latinskt alfabet” när den brittiska kolonialmakten började introducera sitt eget utbildningssystem i området och därmed hotade det traditionella (äkta) islamska, även genom att använda latinsk skrift (baƙaƙen boko) för hausa istället för den arabiska (ajami, baƙaƙen larabci) som brukade läras ut i koranskolorna. (Det har ibland felaktigt påståtts att ordet boko skulle vara härlett från engelskans book ”bok”.)

## Bakgrund
Boko Haram har sitt högkvarter i staden Maiduguri i delstaten Borno i nordöstra Nigeria. Före kolonisationen och inlemmandet i det Brittiska imperiet var Borno-imperiet ett suveränt sultanat vilket styrdes i enlighet med Medinakonstitutionen, med en majoritet av Kanuri-muslimer bland folket. År 1903 fram till Nigerias oberoende 1960 var både Borno-sultanatet och Sokoto-kalifatet under kontroll av britter, vilka använde utbildningsinstitutioner för att sprida kristendom i regionen.
Med undantag för en kort period av civilt styre mellan 1979 och 1983, styrdes Nigeria av en rad hänsynslösa militärdiktaturer från 1966 fram till införandet av demokrati 1999. Etniskt våld tros ha varit en av orsakerna till inbördeskriget 1967 till 1970. Religiöst våld nådde en ny höjd 1980 i Kano, den största staden i norra Nigeria, där den muslimska fundamentalistiska sekten Yan Tatsine ("efterföljare av Maitatsine") anstiftade upplopp som resulterade i fyra eller fem tusen dödsfall. Det följdes av militära tillslag och våldsamma motreaktioner även i andra nordliga städer under de påföljande tjugo åren. Social orättvisor, fattigdom och radikalisering av islam lokalt och internationellt har bidragit till uppror från både Maitatsine och Boko Haram.:97–98
Sharialagar infördes 1999 till 2001 i tolv delstater i norra Nigeria där majoritetsbefolkningen är muslimsk. Sedan år 2000 och framåt har upplopp mellan kristna och muslimer lett till tusentals döda.
Av Nigerias befolkning är 50,5 % muslimer (främst sunniter, i huvudsak boende i norra delen av landet), 48,2 % kristna (främst i boende i södra och centrala delarna av landet) och 1,4 % anhängare av andra religioner och ateism.

## Rörelsen i modern tid

### Grundandet
År 1995 fanns en organisation vid namn Shabaab med Mallam Lawal som ledare. Då han lämnade rörelsen tog Muhammed Yusuf över ledarskapet. År 2002 grundade han formellt den nya rörelsen, i staden Maiduguri, med målet att etablera en sharia-regering i Borno-staten, under ledning av Bornos dåvarande guvernör Ali Modu Sheriff.

### Våldets upprinnelse
Under de första sju åren verkade gruppen i huvudsak fredligt. Efter att regeringen tillsatt en utredning om gruppen, vilken rapporterade om att gruppen höll på att beväpna sig, ändrades dock läget drastiskt, och gruppen blev allt våldsammare.

### Våldet eskalerar

#### 2009–2011
Den 26 juli 2009 utbröt våld sedan Boko Haram nekats demonstrationstillstånd i delstaten Bauchi och polisen grep medlemmar av gruppen som misstänktes planera ett attentat. Dagen därpå satte Boko Haram-aktivister eld på flera kyrkor, en polisstation, ett tullkontor och ett fängelse i Borno. Armén svarade med en storoffensiv i Maiduguri. Omkring 700 personer dödades under fem dagars strider i staden. 100 av dem hittades i och utanför en moské som stormats av säkerhetsstyrkorna. Yusuf flydde själv men infångades och sköts i häkte, bara några timmar efter att han gripits. Yusufs närmaste man Abubakar Shekau skadades och troddes vara död, men överlevde och tog kontrollen över organisationen. Under Shekaus ledarskap ökade rörelsens våldsutövande kraftigt.
Den 7 september 2010 fritogs 721 fångar av vad som tros vara 50 beväpnade Boko Haram-medlemmar. I december 2010 blossade våldet upp på nytt i Maiduguri. Flera bomber exploderade också i staden Jos och Boko Haram tog på sig ansvaret för dåden.
Flera lokala imamer har riktat offentlig kritik mot myndigheterna för att inte ha agerat tidigare på varningssignaler från dem om Boko Haram. En av dem var imamen Ibrahim Ahmed Abdullahi, som sköts ihjäl av Boko Haram i mars 2011. Ytterligare en muslimsk ledare sköts ihjäl i september samma år.
Sommaren 2011 utförde gruppen flera terrordåd i Abuja, bland annat mot FN.
I november 2011 dödades 150 personer när polisstationer och kyrkor attackerades. På juldagen 2011 dödades över 40 kristna i flera terrordåd mot kyrkor.. Totalt dödade gruppen 450 människor bara under 2011.

#### 2012–2013
Det mest omfattande terrordådet hittills i Afrikas historia utförde gruppen under januari 2012. Angreppen skedde mot flera mål, först mot kristna kyrkor och företag i nordöst den 5–6 januari då minst 37 dog, följt av attacker mot polisstationer och regeringsbyggnader i norr den 20 januari då 170 dog.
Den 18 mars 2013 riktades en självmordsattack mot civila vid busstationen i Kano i en kristen enklav i norra Nigeria. De var alla ombordstigande på bussar som skulle gå till mestadels kristna områden i söder. Minst 20 dog. I juli 2013 dog ytterligare minst 28 under attacker i samma kristna distrikt.
Under påskhelgen 2012 dödades minst 36 personer av gruppen, däribland en sjuårig dotter till en polisman.
I augusti 2013 skedde två attacker i nordöstra Nigeria där Boko Haram tros ligga bakom. Attackerna tros ha dödat 24 personer. Attackerna kan ha förövats som hämnd för de offensiver som skett från de boende i kampen mot gruppen.
I november 2013 förklarade USA:s regering att den ansåg Boko Haram vara "en utländsk terrororganisation", vilket innebär att organisationen omfattas av speciella lagar och sanktioner som riktas mot terrorister.

#### 2014
I slutet av januari 2014 dödades 45 personer i en attack av Boko Haram i nordöstra Nigeria. Den 12 februari dödades minst 39 personer och flickor togs som gisslan när staden Kondunga attackerades och brändes ner. Den 16 februari dödades omkring 100 personer i staden Izghe.
Den 14 april attackerades Nigerias enda flickgymnasium, Chibok, i delstaten Borno. Minst 16 dödades, och 273 kvinnliga elever kidnappades, varav minst 53 har lyckades rymma. Händelsen väckte stor uppmärksamhet och ledde till att pressen på Boko Haram ökade markant.
Organisationen utropade ett muslimskt kalifat hösten 2014.
Städerna Baga och Doron Baga och omgivande byar hade bränts ned och lagts i ruiner tidigt i januari 2015, och befolkningen flytt eller dödats.
Rörelsen har med tiden splittrats i olika grenar och i en av dessa strider mellan olika fraktioner, dödades Abubakar Shekau i maj 2021.
Trots att rörelsen inte är vad den varit, är terrorhotet och osäkerheten fortfarande ett stort problem i norra Nigeria.